# یوژینی بوشار
اوژنی بوشار (فرانسوی: Eugenie Bouchard‎؛ زاده ۲۵ فوریهٔ ۱۹۹۴، مونترآل) تنیس‌باز اهل کانادا است. او در سال ۲۰۱۲ در مسابقات تنیس ویمبلدون در رده نوجوانان قهرمان شد و در سال ۲۰۱۳ از سوی انجمن تنیس زنان عنوان «پدیده سال» را به دست آورد. او که در ابتدای سال در رتبه ۱۴۴ جهانی قرار داشت، با گذراندن فصلی خوب، در پایان سال به رتبه ۳۲ رسید و بالاتر از تمام نوجوانان و تمام کانادایی‌ها قرار گرفت. بوشار در سال ۲۰۱۴ با پیروزی بر سیمونا هالپ، تنیس‌باز اهل رومانی، به فینال ویمبلدون راه یافت. او نخستین زن کانادایی‌ست که در رشته تنیس تک‌نفره به فینال یکی از رقابت‌های گرند اسلم می‌رسد.